# Acanthogorgia grandiflora
Acanthogorgia grandiflora is een zachte koraalsoort uit de familie Acanthogorgiidae. De koraalsoort komt uit het geslacht Acanthogorgia. Acanthogorgia grandiflora werd in 1908 voor het eerst wetenschappelijk beschreven door Kükenthal & Gorzawsky. 